# Enhō Akira
Enhō Akira (炎鵬 晃 en japonés, nacido el 18 de octubre de 1994 como Yūya Nakamura) es un luchador profesional de sumo originario de la Prefectura de Ishikawa, Japón. Hizo su debut en marzo de 2017 y pertenece a la heya Miyagino. Su rango más alto ha sido el de maegashira 6. Algo particular con respecto a Enhō es que su peso y estatura son significativamente menores en comparación al resto de luchadores pertenecientes a la división Makuuchi. A pesar de esto, ha desarrollado un estilo de sumo que aprovecha estas desventajas. Enhō es conocido por su capacidad de derribar oponentes mucho más robustos que él.
Desde que ascendió a Makuuchi ha ganado una notable popularidad entre el público dado que no es común ver luchadores de su peso y estatura capaces de brindar actuaciones tan destacadas y constantes.

## Inicio y antecedentes
En la primaria, Enhō era el portero del equipo de Waterpolo. Ya en la secundaria, hacía parte del club de sumo con el futuro Kagayaki. En su tercer año de secundaria, el equipo del cual el y Kagayaki formaban parte logró ganar el Campeonato Prefectural de Sumo. Al final este periodo, Enhō asistió a la escuela preparatoria Kanazawa Gakuin. Allí lograría ganar en el año 2012 la medalla de oro en el Campeonato Mundial de Sumo Junior en la división de peso ligero. Al terminar la preparatoria continuó sus estudios en la universidad Kanazawa Gakuin Daigaku y se especializó en medicina deportiva.
En su primer año como universitario, conquistó el Torneo de Sumo Atlético de Estudiantes de Recién Ingresó del Oeste de Japón, y en su segundo y tercer año se alzó con la victoria en el Campeonato Mundial de Sumo Amateur dos años consecutivos. En total, se hizo con la no despreciable suma de 10 títulos. Al final, mostrando un serio interés por acceder al sumo profesional, Enhō fue entrevistado por varias heya antes de graduarse y justo después de terminar la universidad decidió ingresar a la heya Miyagino

## Carrera
Enhō se convirtió en aprendiz del yokozuna Hakuhō. Fue este último quien eligió su shikona por el. "en" (炎) tiene como significado ardiente y "hō" representa el ave mitológica china Peng. Este hō es el mismo usado por el yokozuna. (Hakuhō - 白鵬) (Enhō - 炎鵬).
En marzo de 2017, Enhō participó en un torneo de maezumo (luchadores aún sin categorizar). En la ceremonia de debut de los nuevos reclutas, Enhō vistió  el delantal ceremonial o keshō-mawashi que su mentor Hakuhō iba a empezar a usar desde ese día. Sin embargo, Hakuhō terminó con una lesión ese mismo día y tuvo que abandonar el torneo.
En mayo del mismo año Enhō tendría su primer torneo como profesional en lo más bajo de la división jonokuchi. Un récord de 7-0 lo llevaría a ganar el título. Después de dicho torneo, Enhō cambió su segundo nombre en su shikona de Yūya a Akira en honor a su antiguo maestro que había muerto nueve años antes en un accidente motociclístico. En julio, nuevamente tuvo un torneo perfecto y se hizo con el título después de ganar un playoff. En aquella ocasión venció al antiguo luchador de Makuuchi Matsunoyama, quien estaba en su primer torneo después de una serie de lesiones que lo habían obligado a retirarse por un tiempo. En la mencionada lucha Enhō derrotó a Masunoyama mediante la técnica shitatenage, la cual se convertiría en su movimiento insignia. En septiembre Enhō fue promovido a la división sandame. Nuevamente debutó con un 7-0 y ganó el título después de otro playoff en el cual venció a Matsuda
En noviembre, fue promovido a la división makushita. En este torneo Enhō se estaba acercando al récord de más victorias consecutivas de un debutante en toda la historia del sumo, pero inesperadamente fue vencido en el primer combate por el ex komusubi Jōkōryū quien curiosamente era el portador de aquel récord. Enhō  terminaría el torneo con un 5-2. Ya en enero de 2018,  se le sería asignado el rango de makushita 6 con el cual  alcanzó un récord de 4-3. En la mayoría de los casos sería muy improbable el ascenso a jūryō de un makushita 6, pero en esta ocasión Enhō fue promovido debido a la gran cantidad de plazas que había en esta división dado el número de rikishi que fueron descendidos por sus malos números. Este ascenso le permitió a Enhō empatar nuevamente un récord histórico. En este caso fue el del luchador que más rápido ascendió a sekitori, en tan solo seis torneos desde su debut profesional.
Para marzo de 2018, Enhō fue posicionado en jūryō 14. Como es común en estos casos, los luchadores ascendidos a la segunda división se encuentran con una barrera muy grande en cuanto a oponentes y habilidad. Enhō obtuvo un pobre 4-11 y fue descendido a makushita. Luego de esto logró mantenerse con resultados de 5-2 en los torneos de mayo y julio y para septiembre fue nuevamente promovido a jūryō. Allí mejoró su rendimiento y logró récords de 9-6 durante tres torneos consecutivos. En marzo de 2019 Enhō  ganó notoriedad debido a que recuperó una lucha que estaba prácticamente perdida contra Tokushōryū. La técnica que usó fue ashitori, la cual se convertiría también en uno de sus movimientos insignias. Enhō terminaría este torneo con un 8-7. 
Este récord fue suficiente para que fuera finalmente promovido a la división makuuchi para el torneo de mayo de 2019, el primero de la Era Reiwa. Enhō era el único luchador que aparecía en la lista banzuke el cual pesaba menos de 100 kilogramos. Ganó su primer combate en el día inicial del torneo y de esta manera pudo cobrar su primer kenshōkin o pago en efectivo dado por uno de los patrocinadores de la pelea. Al ser aquel el día de las madres, Enhō tuvo el gesto de darle el dinero ganado a su madre. Llamó todavía más las atención del público en el día 4 del mismo torneo al vencer a Daishōhō, quien tenía casi el doble de su estatura. El movimiento utilizado fue su ya característico shitatenage. Al llegar al día 9, tenía un récord de 7-2 y todo indicaba que su debut en makuuchi iba a ser de ensueño, pero este se esfumó al perder seis combates consecutivos y terminar con un decepcionante 7-8. A pesar de esto, Enhō tendría la oportunidad de permanecer en makuuchi por un torneo más. En julio, llegó al día 10 con el mismo 7-2, pero en esta ocasión logró conseguir su kachi-koshi después de ganarle a Myōgiryu. Al final se le sería otorgado el premio especial de técnica y terminaría con un 9-6.  

## Estilo de lucha
Enhō es 50 kilogramos más ligero y 15 centímetros más bajo que la media de los luchadores en makuuchi. Debido a su estatura baja recurre a la velocidad y a la técnica para burlar y vencer a sus oponentes. No obstante, su falta de peso se traduce en que puede ser tumbado y derribado fácilmente fuera del dohyo. Esto hace que sus combates sean impredecibles y populares entre el público.

## Historial
| Año (Honbasho) | Hatsu Basho (enero) (ciudad de Tokio) | Haru Basho (marzo) (ciudad de Osaka) | Natsu Basho (mayo) (ciudad de Tokio) | Nagoya Basho (julio) (ciudad de Nagoya)        | Aki Basho (septiembre) (ciudad de Tokio) | Kyushu Basho (noviembre) (ciudad de Fukuoka) |
| 2017           | x                                     | Maezumo                              | Jonokuchi Este #9 7 - 0              | Jonidan Este #10 7 - 0                         | Sandanme Oeste #18 7 - 0                 | Makushita Oeste #14 5 - 2                    |
| 2018           | Makushita Este #6 4 - 3               | Jūryō Oeste #14 4 - 11               | Makushita Este #6 5 - 2              | Makushita Oeste #2 5 - 2                       | Jūryō Oeste #13 9 - 6                    | Jūryō Oeste #10 9 - 6                        |
| 2019           | Jūryō Este #8 9 - 6                   | Jūryō Oeste #2 8 - 7                 | Maegashira Oeste #14 7 - 8           | Maegashira Oeste #14 (Premio de técnica) 9 - 6 | Maegashira Oeste #11 9 - 6               | Maegashira Oeste #6 8 - 7                    |